# K.Flay
Kristine Meredith Flaherty (Wilmette, 30 de junho de 1985), conhecida profissionalmente como K.Flay, é uma cantora e compositora americana. Seu álbum de estreia Life as a Dog, lançado em 2014, alcançou a segunda posição na Billboard Heatseekers Albums, e a 14ª posição na Billboard Rap Albums. Em 2016, ela assinou contrato com a Interscope Records como a primeira artista a assinar com a gravadora Night Street Records de Dan Reynolds. K.Flay foi indicada para dois prêmios no Grammy Awards de 2018 na categoria de "Melhor Álbum Projetado, Não Clássico" (para Every Where Is Some Where) e "Melhor Canção de Rock" (por "Blood in the Cut").

## Vida pregressa
Flaherty foi criada em Wilmette, Illinois, um subúrbio ao norte de Chicago. Ela estudou na New Trier High School.
Quando ela tinha sete anos, os pais de Flaherty se divorciaram. Logo depois, sua mãe se casou novamente, trazendo em um stepfamily estendido. Ela se descreveu como um moleque durante a infância, preferindo roupas mais largas e rejeitando "todas as coisas femininas".
Quando tinha 14 anos, o pai de Flaherty, um guitarrista que amava todos os gêneros musicais, morreu. Muitas de suas canções são em homenagem a ele.
Em 2003, ela entrou na Universidade Stanford, na Califórnia, buscando um diploma duplo em psicologia e sociologia. De acordo com Flaherty, muitas pessoas que ela conheceu durante seu tempo em Stanford influenciaram seu estilo musical.

## Carreira

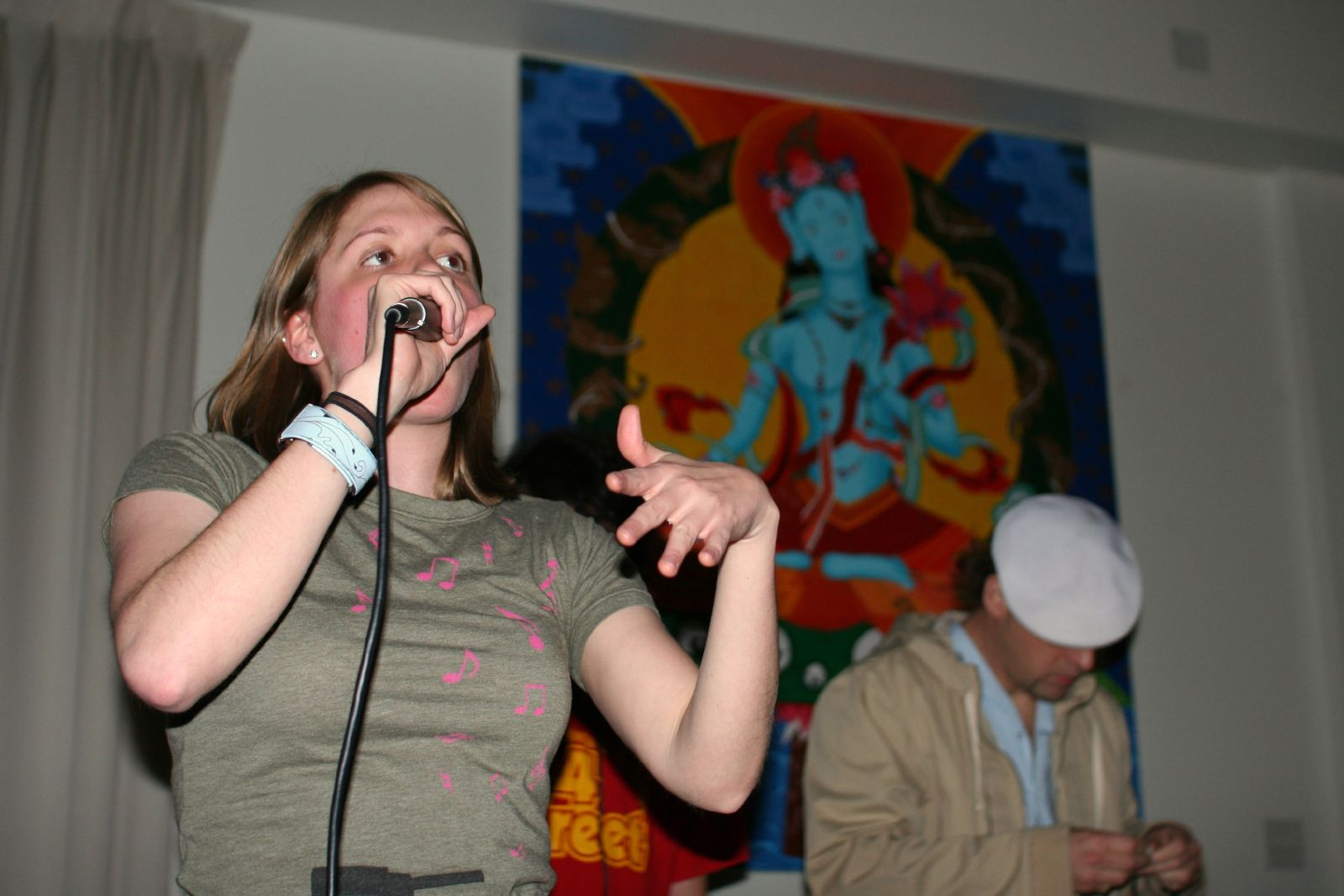
K.Flay cantando na Stanford University em 2007.

K. Flay começou sua carreira musical em 2003, acreditando que a maioria dos sucessos de hip hop nas rádios eram "simplistas, misóginos e estereotipados". Depois de se gabar a um amigo que ela poderia escrever canções semelhantes, ela escreveu "Blingity Blang Blang", que ela descreveu como uma "paródia rap de baixo orçamento que continha demasiadas obscenidades". Depois de escrever e executar a canção, Flaherty percebeu que gostava de escrever e gravar música.
Flaherty continuou a experimentar música escrevendo canções, tocando e gravando-as em seu computador. Ela lançou um mixtape, Suburban Rap Queen, em 2005, que ela produziu em seu laptop e começou a se apresentar no cenário musical local.

### 2008–2013: Material auto-publicado e RCA Records
Em 2010, K.Flay lançou seu EP auto-intitulado, e em 2011 lançou o mixtape I Stopped Caring in '96, que ela mais tarde comentou ser um ponto de virada na carreira.
K.Flay assinou com a RCA Records em 2012, lançando dois EPs: Eyes Shut em 2012, com canções produzidas por Liam Howlett da banda britânica The Prodigy, eWhat If It Is em 2013. Ela se separou da RCA Records em 2013 por causa de diferenças de opinião. Ao deixar a RCA Records, ela deixou para trás mais de 60 canções que ela havia escrito enquanto assinou com a RCA Records, mas não detinha mais os direitos. K.Flay descreveu seu tempo com a RCA Records como similar a "um casamento mal aconselhado".

### 2014–2015:Life as a Dog
No final de abril de 2014, K.Flay anunciou o lançamento de seu álbum Life as a Dog, oferecendo aos fãs a capacidade de pré-encomendar via PledgeMusic, alcançando 196% de seu objetivo inicial. Ela queria que o projeto fosse "DIY [e] auto-motivado". Foi gravado e produzido em Nova York, Los Angeles e São Francisco, com o mix final produzido em Different Fur de San Francisco.
Life as a Dog foi lançado de forma independente em 10 de junho de 2014. O álbum alcançou a 14ª posição na Billboard Rap Albums e a segunda posição na Billboard Heatseekers Albums. K.Flay excursionou extensivamente assim que o álbum foi lançado, incluindo uma turnê e juntando-se a turnês com AWOLNATION, Third Eye Blind e Dashboard Confessional em 2014. Em 2014 e 2015 ela excursionou pela Alemanha, França e outros países europeus.
K.Flay também se apresentou na Warped Tour em 2014, dizendo que a experiência "era quase como um exercício para se tornar uma melhor intérprete".
Em 2015, K.Flay colaborou com Louis the Child em sua canção "It's Strange". O single foi elogiado por Taylor Swift, que adicionou "It's Strange" como uma de suas "canções que farão a vida incrível" e foi destaque na trilha sonora de FIFA 16. A canção alcançou a 38ª posição na Billboard Hot Dance/Electronic Songs.

### 2016–2018:Crush MeeEvery Where Is Some Where
Em 25 de março de 2016, K.Flay lançou seu single "FML". Mais tarde naquele ano, em 9 de agosto de 2016, K.Flay anunciou que assinou com a Night Street Records, uma divisão da Interscope Records. Seu EP Crush Me foi lançado 10 dias depois, em 19 de agosto. A canção deste EP "Blood in the Cut" apareceu na trilha sonora de XXx: Return of Xander Cage, na série original da Netflix BoJack Horseman (4ª temporada, episódio 6), e em uma campanha publicitária da NFL em 2017.
O álbum de K.Flay, Every Where Is Some Where, foi lançado em 7 de abril de 2017. O primeiro single do álbum, "High Enough", foi lançado em março de 2017. Ela também foi uma convidada especial para o Evolve World Tour da banda Imagine Dragons. Em setembro de 2017, K.Flay lançou o livro Crush Me, uma compilação de notas recebidas dos fãs.
Na edição de 2018 do Grammy Awards, a canção "Blood in the Cut" recebeu uma indicação para "Melhor Canção de Rock", e Every Where Is Some Where foi indicado para "Melhor Álbum Projetado, Não-Clássico".

### 2019–presente:Solutions
Em 1º de março de 2019, K.Flay anunciou que estava trabalhando em seu terceiro álbum de estúdio e lançou um vídeo lírico para seu primeiro single, "Bad Vibes".  Em 19 de março, o videoclipe oficial de "Bad Vibes" foi lançado.  Em 29 de abril, K.Flay revelou que o novo álbum seria intitulado Solutions e anunciou o Solutions Tour. O álbum foi lançado em 12 de julho de 2019. 

## Estilo e influências musicais
K.Flay citou Lauryn Hill, M.I.A., Missy Elliott, Metric, Cat Power, Liz Phair, Garbage, Royal Blood, Tame Impala, Shlohmo, OutKast, e Jeremih como influências.    Ela descreveu seu som como "desafiador de gênero" e se baseia em lo-fi pop e hip hop com um forte componente indie em seu som. 

## Vida Pessoal
Kristine se assumiu LGBT publicamente em junho de 2019 e mantém um relacionamento com a musicista Miya Folick desde junho de 2018.  A música, “Nervous”, foi escrita nos estágios iniciais de seu relacionamento.

## Prêmios e indicações
| Ano  | Premiação     | Nomeação                  | Categoria                            | Resultado |
| ---- | ------------- | ------------------------- | ------------------------------------ | --------- |
| 2018 | Grammy Awards | Every Where Is Some Where | Melhor Álbum Projetado, Não Clássico | Nomeada   |
| 2018 | Grammy Awards | "Blood in the Cut"        | Melhor Música de Rock                | Nomeada   |

## Discografia

### Álbuns de estúdio
| Ano  | Álbum | Posições em Charts | Posições em Charts | Posições em Charts | Posições em Charts |
| Ano  | Álbum | US                 | US Rap             | US Heat            | CAN                |
| ---- | --- | ------------------ | ------------------ | ------------------ | ------------------ |
| 2014 | Life as a Dog - Lançado: 24 de junho de 2014 Gravadora: Bummer Picnic Records Formato: CD download digital LP                | 133                | 14                 | 2                  | —                  |
| 2017 | Every Where Is Some Where - Lançado: 7 de abril de 2017 - Gravadora: Interscope Night Street Formato: CD download digital LP | 118                | —                  | 1                  | 50                 |
| 2019 | Solutions - Lançado: 12 de julho de 2019 - Gravadora: Interscope Night Street Formato: CD download digital LP                | —                  | —                  | —                  | —                  |

### Compilações e mixtapes
| Ano  | Título                  | Gravadora    |
| ---- | ----------------------- | ------------ |
| 2005 | Suburban Rap Queen      | Flayzer Beam |
| 2009 | Mashed Potatoes         | Flayzer Beam |
| 2011 | I Stopped Caring in '96 | Flayzer Beam |
| 2013 | West Ghost              | Flayzer Beam |

### EPs
| Ano  | Título        | Gravadora    |
| ---- | ------------- | ------------ |
| 2010 | K.Flay        | Independente |
| 2012 | Eyes Shut     | RCA          |
| 2013 | What If It Is | RCA          |
| 2016 | Crush Me      | Interscope   |

### Colaborações
| Ano  | Título               | Outros Artistas | Gravadora                          |
| ---- | -------------------- | --------------- | ---------------------------------- |
| 2009 | Single and Famous EP | MC Lars         | Horris/Flayzer Beam                |
| 2018 | Lucky One            | Tom Morello     | BMG Rights Management (UK) Limited |

### Singles

#### Como artista
| Título                                    | Ano  | Posição em Charts | Posição em Charts | Álbum                     |
| Título                                    | Ano  | US Alt.           | US Main.          | Álbum                     |
| ----------------------------------------- | ---- | ----------------- | ----------------- | ------------------------- |
| "2 Weak"                                  | 2011 | —                 | —                 | Sem álbum                 |
| "Fuck & Run"                              | 2011 | —                 | —                 | Sem álbum                 |
| "Rest Your Mind" (featuring Felix Cartal) | 2012 | —                 | —                 | Sem álbum                 |
| "LA Again"                                | 2012 | —                 | —                 | Sem álbum                 |
| "Hail Mary" (featuring Danny Brown)       | 2013 | —                 | —                 | What If It Is             |
| "Rawks"                                   | 2013 | —                 | —                 | What If It Is             |
| "Make Me Fade"                            | 2014 | —                 | —                 | Life as a Dog             |
| "FML"                                     | 2016 | —                 | —                 | Sem álbum                 |
| "Blood in the Cut"                        | 2016 | 4                 | 18                | Crush Me                  |
| "Black Wave"                              | 2017 | —                 | —                 | Every Where Is Some Where |
| "High Enough"                             | 2017 | 20                | —                 | Every Where Is Some Where |
| "Giver"                                   | 2017 | 25                | —                 | Every Where Is Some Where |
| "Dreamers"                                | 2017 | —                 | —                 | Every Where Is Some Where |
| "Bad Vibes"                               | 2019 | 27                | —                 | Solutions                 |
| "This Baby Don't Cry"                     | 2019 | —                 | —                 | Solutions                 |
| "Sister"                                  | 2019 | 32                | —                 | Solutions                 |

#### Como artista convidada
| Título                   | Artista Principal | Ano  | Posição em Charts | Posição em Charts |
| Título                   | Artista Principal | Ano  | US Alt.           | US Rock           |
| ------------------------ | ----------------- | ---- | ----------------- | ----------------- |
| "It's Strange"           | Louis the Child   | 2015 | —                 | —                 |
| "Favorite Color Is Blue" | Robert DeLong     | 2018 | 16                | 36                |
| "Make It Up as I Go"     | Mike Shinoda      | 2018 | 22                | —                 |
| "Called You Twice"       | FIDLAR            | 2019 | —                 | —                 |

### Clipes
| Título                                | Ano  | Diretores                       |
| ------------------------------------- | ---- | ------------------------------- |
| "Less Than Zero"                      | 2011 | Frank Door                      |
| "Doctor Don't Know"                   | 2011 | Frank Door                      |
| "Party"                               | 2011 | Frank Door                      |
| "We Hate Everyone"                    | 2012 | Erik Beck                       |
| "Rest Your Mind" (Feat. Felix Cartal) | 2012 | Mariana Blanco                  |
| "Sunburn" (LIVE)                      | 2012 | Emily Dyan Ibarra, Mark Spencer |
| "The Cops"                            | 2013 | Mariana Blanco                  |
| "Rawks"                               | 2013 | Ben Fee                         |
| "Thicker Than Dust"                   | 2014 | Frank Door                      |
| "Everyone I Know"                     | 2014 | OMG! Everywhere                 |
| "Make Me Fade"                        | 2014 | Ben Fee                         |
| "Can't Sleep"                         | 2015 | Emily Ibarra                    |
| "FML"                                 | 2016 | Ken Edge                        |
| "Blood in the Cut"                    | 2016 | TJ Andrade                      |
| "Black Wave"                          | 2017 | Jeremy Cole                     |
| "High Enough"                         | 2017 | Lorraine Nicholson              |
| "Slow March"                          | 2018 | Tom Cole                        |
| "Bad Vibes"                           | 2019 | Lorraine Nicholson              |
| "Sister"                              | 2019 | Clara Aranovich                 |

### Aparições
| Ano  | Música                                                       | Álbum                                                      |
| ---- | ------------------------------------------------------------ | ---------------------------------------------------------- |
| 2008 | We Have Arrived (featuring K.Flay & the Former Fat Boys)     | The Digital Gangster LP                                    |
| 2008 | Guinevere (featuring K.Flay)                                 | The Digital Gangster LP                                    |
| 2008 | Other People's Property (featuring Beefy, K.Flay, MC Router) | The Digital Gangster LP                                    |
| 2013 | "Hail Mary" (featuring Danny Brown)                          | Need for Speed: Rivals                                     |
| 2013 | "Ribcage" (featuring K. Flay)                                | Heart on My Sleeve                                         |
| 2013 | "Easy Fix"                                                   | This Is the End: Original Motion Picture Soundtrack        |
| 2015 | Golden Features – "Telescope" (featuring K.Flay)             | XXIV                                                       |
| 2015 | "Say It" (featuring K. Flay)                                 | Dopamine                                                   |
| 2015 | "Promise" (featuring K. Flay)                                | Automatic                                                  |
| 2015 | "It's Strange" (featuring K. Flay)                           | Non-album single                                           |
| 2016 | Louis the Child – "It's Strange" (featuring K.Flay)          | FIFA 16                                                    |
| 2016 | "Blood in the Cut"                                           | NBA 2K17                                                   |
| 2017 | "Blood in the Cut"                                           | xXx: Return of Xander Cage (Music from the Motion Picture) |
| 2017 | "Heartbreak Summer" (featuring K. Flay)                      | Ego                                                        |
| 2017 | "Black Wave"                                                 | Need for Speed: Payback, Asphalt 9: Legends                |
| 2018 | "Make It Up as I Go" (Mike Shinoda featuring K.Flay)         | Post Traumatic                                             |
| 2018 | "Run For Your Life"                                          | Tomb Raider: Original Motion Picture Soundtrack            |
| 2018 | "Lucky One" (Tom Morello featuring K.Flay)                   | The Atlas Underground                                      |
| 2019 | "Called You Twice" (FIDLAR featuring K.Flay)                 | Almost Free                                                |
| 2019 | "Confidence" (X Ambassadors featuring K.Flay)                | Orion                                                      |